# W. H. Kiblinger Company

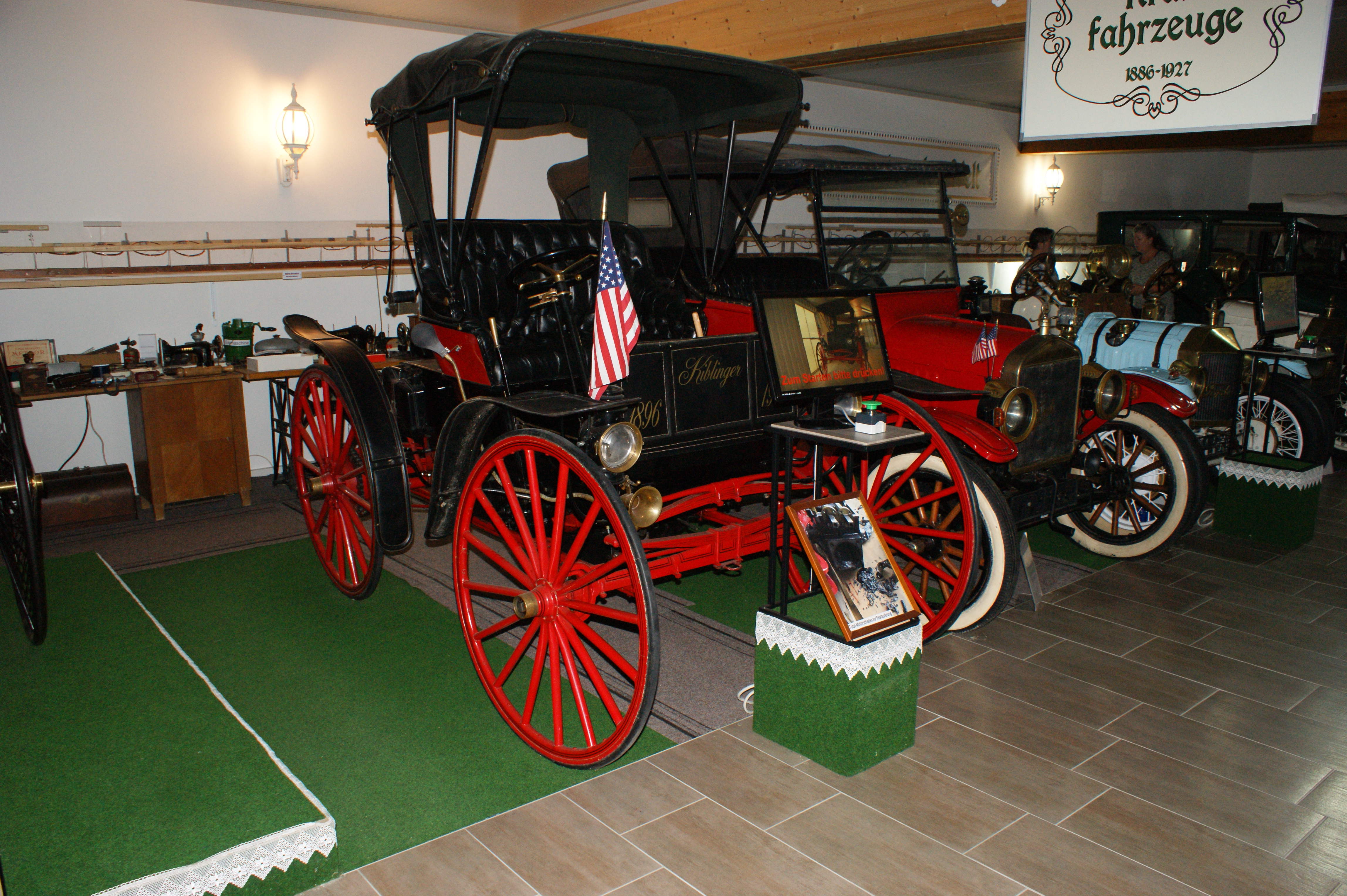
Ein erhaltener Motorwagen von Kiblinger im Nostalgiemuseum Posch in Österreich

W. H. Kiblinger Company war ein US-amerikanischer Hersteller von Fahrzeugen.

## Unternehmensgeschichte
W. H. Kiblinger gründete 1887 das Unternehmen in Auburn in Indiana. Zunächst stellte er Kutschen und später auch Fahrräder her. Nach seinem Tod übernahm W. H. McIntyre die Leitung. 1907 begann die Produktion von Automobilen. Der Markenname lautete Kiblinger.
1909 begannen Probleme, weil die Success Auto-Buggy Manufacturing Company wegen Patentverletzung klagte. McIntyre übernahm das Unternehmen und führte es als W. H. McIntyre Company fort.
1907 entstanden 131 Kraftfahrzeuge. Diese Zahl konnte 1908 auf 218 gesteigert werden. Für 1909 sind 264 Fahrzeuge überliefert, allerdings können da schon Fahrzeuge der neuen Gesellschaft enthalten sein.

## Kraftfahrzeuge
Im Angebot standen ausschließlich Highwheeler. Mit ihren großen Rädern eigneten sie sich gut für die damaligen schlechten Straßen. Das Fahrgestell hatte einheitlich 165 cm Radstand. Genannt sind offene Zwei- und Viersitzer.
Das Model A hatte einen Einzylindermotor mit 4 PS Leistung. Dies war ungewöhnlich, weil viele Konkurrenten Zweizylindermotoren verwendeten. Der Neupreis betrug 250 US-Dollar und lag damit sehr niedrig.
Model B und Model C hatten einen etwas stärkeren Einzylindermotor, der 6 PS leistete.
Model D, Model E und Model F hatten einen Zweizylindermotor. 95,25 mm Bohrung und ebenfalls 95,25 mm Hub ergaben 1357 cm³ Hubraum. Die Motorleistung war mit 10 PS angegeben.
Eine andere Quelle nennt zusätzlich das Model H. Die vergrößerte Bohrung von 104,775 mm bei gleichem Hub sorgte für 1642 cm³ Hubraum. Der Motor leistete 12 PS. Der Radstand betrug 177 cm.

## Modellübersicht
| Jahr      | Modell  | Zylinder | Leistung (PS) | Radstand (cm) | Aufbau                   |
| --------- | ------- | -------- | ------------- | ------------- | ------------------------ |
| 1907–1909 | Model A | 1        | 4             | 165           | offen mit 2 und 4 Sitzen |
| 1907–1909 | Model B | 1        | 6             | 165           | offen mit 2 und 4 Sitzen |
| 1907–1909 | Model C | 1        | 6             | 165           | offen mit 2 und 4 Sitzen |
| 1907–1909 | Model D | 2        | 10            | 165           | offen mit 2 und 4 Sitzen |
| 1907–1909 | Model E | 2        | 10            | 165           | offen mit 2 und 4 Sitzen |
| 1907–1909 | Model F | 2        | 10            | 165           | offen mit 2 und 4 Sitzen |

Quelle: